# 小井乡 (广安市)
小井乡，是中华人民共和国四川省广安市前锋区曾经下辖的一个乡。2019年12月，撤销小井乡，将原小井乡温江村、小良村、莲花村、大良村、生龙村、倒石村、珠石村所属行政区域划归观阁镇管辖，将原小井乡双流村、优良村、龙井村、优胜村、骑龙村、吊钟村、金寺村、红官村、桥湾村、长胜村、新华村、官家村、两桥村、花盆村、小井村所属行政区域划归龙塘街道管辖。

## 行政区划
小井乡撤销前下辖以下地区：
花盆村、新华村、倒石村、珠石村、红官村、桥湾村、长胜村、官家村、小井村、两桥村、大良村、小良村、温江村、双流村、优良村、骑龙村、优胜村、龙井村、金寺村、吊钟村、生龙村和莲花村。